# Havssäv
Havssäv (Bolboschoenus maritimus) är en ört tillhörande familjen halvgräs. Den blir 30 till 110 centimeter hög och blommar mellan juli och september. Förekommer längs kustområden i Danmark och södra delarna av Sverige, Norge och Finland.